# Karalić
Karalić falu Horvátországban Šibenik-Knin megyében. Közigazgatásilag Drnišhez tartozik.

## Fekvése
Knintől légvonalban 21, közúton 36 km-re délnyugatra, községközpontjától légvonalban 10, közúton 11 km-re nyugatra, Dalmácia közepén, a Krka bal partján fekszik.

## Története
A régészeti leletek tanúsága szerint az ember már ősidők óta folyamatosan lakta ezt a vidéket. A horvátok ősei a 7. században telepedtek meg itt. A középkorban a knini püspökségnek alárendelt miljevci plébánia területéhez tartozott. Földesurai Kamičak és a délre fekvő Ključ várának urai voltak. A török 1522-ben foglalta el a közeli Bogočin, Rog, valamint a délebbre fekvő Kamičak várát. Területe a moreai háború során (1684-1699) szabadult fel a török uralom alól. Ezután híveinek lelki gondozását a visovaci ferences atyák végezték. A hívek előbb a skradini, majd a Šibeniki püspökség igazgatása alá tartoztak. 1797-ben a Velencei Köztársaság megszűnésével a Habsburg Birodalom része lett. 1806-ban Napóleon csapatai foglalták el és 1813-ig francia uralom alatt állt. Napóleon bukása után ismét Habsburg uralom következett, mely az első világháború végéig tartott A falunak 1857-ben 121, 1910-ben 158 lakosa volt. Az első világháború után előbb a Szerb Királyság, majd rövid ideig az Olasz Királyság, ezután a Szerb-Horvát-Szlovén Királyság, majd Jugoszlávia része lett. 1991-ben csaknem teljes lakossága horvát nemzetiségű volt. A délszláv háború során a szerbek a Krajinai Szerb Köztársasághoz csatolták, de mint vitatott terület a Miljevci-fennsíkkal együtt ténylegesen az UNPROFOR nemzetközi erőinek ellenőrzése alatt állt. A településnek 2011-ben 108 lakosa volt.

## Lakosság
| Lakosság változása | Lakosság változása | Lakosság változása | Lakosság változása | Lakosság változása | Lakosság változása | Lakosság változása | Lakosság változása | Lakosság változása | Lakosság változása | Lakosság változása | Lakosság változása | Lakosság változása | Lakosság változása | Lakosság változása | Lakosság változása |
| ------------------ | ------------------ | ------------------ | ------------------ | ------------------ | ------------------ | ------------------ | ------------------ | ------------------ | ------------------ | ------------------ | ------------------ | ------------------ | ------------------ | ------------------ | ------------------ |
| 1857               | 1869               | 1880               | 1890               | 1900               | 1910               | 1921               | 1931               | 1948               | 1953               | 1961               | 1971               | 1981               | 1991               | 2001               | 2011               |
| 121                | 126                | 131                | 139                | 154                | 158                | 154                | 198                | 186                | 209                | 210                | 181                | 157                | 165                | 122                | 108                |

## Nevezetességei
- A Lourdes-i Szűzanya tiszteletére szentelt kápolnáját 2004-ben építették Šimo Vatavuk adományából.[7]
- Kamičak vára a Krka bal partján, a településtől nyugatra, mintegy 4 km-re nehezen megközelíthető helyen már a szomszédos Brištane közigazgatási területén található. A vár ma erősen romos állapotban áll, csak csekély maradványai találhatók. A legépebben fennmaradt rész az északi, Krka felőli oldal egy torony maradványaival. A vár központi részéből csak az északi és északnyugati falak, valamint a nyugat-keleti irányú zárófal maradt fenn. A 19. században közelében még ókori épületek maradványai is láthatók voltak. A vár alatti szántóföldet a nép Svačicának nevezi. A Svačicok leszármazottai a Nepilićek is Kamičakról származtak. A várat a történeti források „Kamichech” (1345), „Kamichack” (1411), „Kamichach” (1421) és „Camichach” (1434) alakban említik. [8] A várat a nép Utješinović-várként is nevezi, mert a 15. században itt volt az Utješinović grófok birtokközpontja. Itt született 1482-ben Juraj Utješinović, akit a magyar történetírás Fráter Györgyként vagy György barátként ismer. Korának egyik legnagyobb politikusa volt, királyi kincstartó, majd helytartó, Magyarország kormányzója, nagyváradi püspök, majd bíboros, esztergomi érsek, erdélyi vajda, az Erdélyi Fejedelemség megszervezője és 1551-es meggyilkolásáig tényleges ura volt. Kamičak urai közül említésre méltók még a Halapić testvérek, akik részt vettek II. Ulászló királlyá választásában. Kamičakról származott Mišljenović Márk horvát–dalmát és szlavón bán (1506–1507). A várat 1522-ben foglalta el a török.[8]